# Медвянець чорний
Медвя́нець чорний (Melionyx fuscus) — вид горобцеподібних птахів родини медолюбових (Meliphagidae). Ендемік Нової Гвінеї.

## Таксономія
За результатами молекулярно-генетичного дослідження, опублікованого в 2019 році, чорного медвянця, а також два інші види, яких раніше відносили до роду Медвянець (Melidectes), було переведено до відновленого роду Melionyx.

## Поширення і екологія
Чорні медвянці живуть в гірських тропічних лісах Центрального хребта.